# 粟澤氏
粟澤氏（あわさわし）は、信濃国諏訪郡粟沢村より発祥の諏訪氏の一族。諏訪氏を中核として諏訪明神の氏人によって鎌倉時代に形成された武士団・諏訪神党を構成した内の１家。諏訪敦家の子で粟澤七郎を称した諏訪敦方が家祖という。
『諏訪系図』に、『為貞ー敦貞（信時）ー検校敦家ー敦方（粟澤七郎）』とあり。粟澤七郎は、平治年間、粟澤城（和田城）に拠る。澤氏はその子孫と云う。
諏訪史料叢書・巻28『諏訪上下宮社家系図』所収『神氏系図（一族系図）』に、『家直弟　敦方－敦明－敦盛（小太郎）』と敦方以下3代の系を載せる。